# Newton-le-Willows
Newton-le-Willows è una cittadina di 21.000 abitanti della contea del Merseyside, in Inghilterra. Ha dato i natali a Rick Astley.